# 意外殺手變保鑣
《意外殺手變保鑣》（英語：Accident Man 2，在美國等地區記作）是一部2022年英國動作驚悚片，2018年電影《意外殺手》的續集，由喬治·柯比（George Kirby）和哈利·柯比（Harry Kirby）執導，改編自帕特·米斯和東尼·史基納所創作的1991年同名連環漫畫。主演包括史考特·艾金斯、雷·史蒂文森、派瑞·班森、張學仁和弗拉米妮亞·辛克。劇情描述殺手麥可·法倫（Mike Fallon，艾金斯飾演）這回必須保護黑手黨老大忘恩負義的兒子，拯救他唯一朋友的生命。該片2022年10月14日在美國採VOD發行。

## 劇情
在倫敦殺死綠洲（Oasis）的殺手們後，為避風頭的麥可·法倫躲至馬爾他並繼續從事「意外殺手」的工作。但殺死同事的行為令麥可不安，於是聘請香港武術家黃蘇玲每週突然現身與自己對打，以麻痺自己。某日，麥可發現老同事菲尼基·弗萊德也來到馬爾他，對方表示麥可的行徑令客戶不敢上門，麥可的師父雷哥也失去了綠洲。麥可收留了弗萊德，兩人合作執行暗殺任務，同時找了一座廢墟當作根據地，以實驗弗萊德的暗殺發明。
一次暗殺後，麥可和弗萊德遭當地黑手黨頭目祖蛇夫人捉住，對方以弗萊德當人質，要求麥可保護好自己的愚蠢兒子但丁，並殺光仇家派來的殺手。麥可發現雷哥找到了自己，雷哥仍對他懷恨在心；雷哥透露自己也參與了殺死但丁的委託，除此之外還有五名頂尖殺手競爭，完成任務者可從某位大公司CEO那獲得高達900萬歐元的賞金。但丁在一家俱樂部遭南非特務殺手芙蕾雅襲擊，麥可殺死對方後救走但丁。麥可殺死加納殺手炎迪後，將但丁帶回廢墟基地，逼後者將吞下的追蹤器手錶排泄出來，同時呼叫蘇玲來幫助自己。
麥可和蘇玲對上找上門來的舊金山勒喉手賽拉斯以及殺手小丑波可，經過一番激鬥後各自成功殺死對方。但最後一位殺手——忍者奧武友聖出現與麥可對峙，雙方同意來一場正面對打；麥可被友聖壓制，就在友聖持刀打算殺死他時，雷哥現身一槍殺死了友聖，並打算解決但丁。麥可說服雷哥，別讓他成為沒有朋友、只有錢的可悲老人，雷哥直到最後一刻才釋懷並同意此言論。
麥可和雷哥帶著但丁與祖蛇夫人會面，換取弗萊德；祖蛇夫人更要求麥可離開馬爾他，弗萊德則對粗暴的麥可相當不甘心。成功換回弗萊德後，雷哥引爆了但丁的炸彈西裝，殺死了祖蛇家族一行人，證明弗萊德的發明確實有效。事後，雷哥取得900萬歐元，並打算與麥可及弗萊德將暗殺事業踏入世界版圖。

## 演員
- 史考特·艾金斯飾演麥可·法倫（Mike Fallon）
- 雷·史蒂文森飾演雷哥（Big Ray）
- 派瑞·班森（英语：Perry Benson）飾演菲尼基·弗萊德（Finicky Fred）
- 張學仁（英语：Sarah Chang (actress)）飾演黃蘇玲（Wong Siu-ling）
- 弗拉米妮亞·辛克（英语：Flaminia Cinque）飾演祖蛇夫人（Mrs. Zuuzer）
- 喬治·富埃克斯（George Fouracres）飾演但丁·祖蛇（Dante Zuuzer）
- 博·福勒（Beau Fowler）飾演殺手小丑波可（Poco The Killer Clown）
- 費薩爾·穆罕默德（Faisal Mohammed）飾演炎迪（Yendi）
- 安德烈亞斯·隆恩（Andreas Nguyen）飾演友聖（Oyumi）
- 彼得·李·湯瑪斯（Peter Lee Thomas）飾演賽拉斯（Silas）
- 亞當·貝西（Adam Basil）飾演阿曼多（Armando）

## 外部連結
- 官方网站
- 互联网电影数据库（IMDb）上《意外殺手變保鑣》的资料（英文）